# ジョン・ローン
ジョン・ローン（尊龍、英語: John Lone、1952年10月13日 - ）は、イギリス領時代の香港出身でアメリカの映画俳優。本名は吳國良。
エキゾチックな顔立ちと渋い美声、重厚な身のこなしで人気を呼び、代表作『イヤー・オブ・ザ・ドラゴン』、『ラストエンペラー』などで一躍人気を博した。

## プロフィール

### 生い立ち
詳しい出生についてはあまり公表されていない。国共内戦後の動乱の中、孤児として育ち、老女に引き取られて養育された。しかし生活苦のため老女も彼を手放すことになる。児童養護施設の中で出会った京劇の魅力に取り付かれ、10歳の時に上海で活躍した有名武旦役者の粉菊花が香港に設立した「春秋戯劇学校」に入学し、18歳まで演舞、武道などの基礎的なレッスンを受けた。同門にはラム・チェンイン（林正英）、銭月笙、女優のジョセフィーン・シャオ（蕭芳芳）、コニー・チャン（陳寶珠）らがいる。

### デビュー
本格的な俳優としてキャリアを積むのは18歳からで、舞台、TVを経て香港随一の大映画会社ショウ・ブラザースからの「カンフー映画に主演で出演する」という契約を蹴ってアメリカに渡り、カリフォルニア州のサンタアナカレッジを5年かかって卒業。パサデナの演劇スクールで学びながら、日系俳優マコ岩松やジェームズ・ホンらが設立した東洋系俳優劇団「イースト・ウェスト・プレイヤーズ」に参加し、たちまち頭角を表した。
ニューヨークで演出・上演した「F.O.B」と、演出、振付、出演をこなしたダンス劇の「The Dance And The Railroad」により、ニューヨークで上演された優れた舞台に与えられるオビー賞の、1981年度パフォーマンス賞を獲得した。「FOB」は同年のBest New American Play賞も獲得している（受賞者は『エム・バタフライ』(93)の戯曲作者・脚本家でもあるデヴィッド・ヘンリー・ホワン）。

### ハリウッドデビュー
オフ・ブロードウェイ時代に日系俳優マコ岩松と親交を結び、1972年公開の『盗聴』のエキストラでデビュー。続く1976年公開の『キングコング』（チャールズ・グローディンの肩叩きをしている青年。クレジットでは中国人コック）を経て1984年公開の『アイスマン』では、氷河時代から現代に甦った「アイスマン」という難役を演じた。しかし、このときは特殊メイクで顔の大半は判別できず、言葉も通じないためセリフも希少、というものだった。

### スターダム
俳優ジョン・ローンが世界中でブレイクするのは、1985年公開の鬼才マイケル・チミノ監督作『イヤー・オブ・ザ・ドラゴン』で演じた若きチャイニーズ・マフィアの頭領役である。この作品でジョンは第43回ゴールデングローブ賞の助演男優賞にノミネートされ、チミノがかつて『ディア・ハンター』でクリストファー・ウォーケンをブレイクさせたように、ジョンもハリウッドにおけるトップスターに押し上げられる事となった。
翌年には『ラスト・ジゴロ』に出演。そして1987年、清朝最後の皇帝であり満州国の苦悩の皇帝として戦中を生きた愛新覚羅溥儀を演じた『ラストエンペラー』で人気を決定付けた。後年、溥儀役と、孤児として育った自分自身の孤独な生い立ちと青年期を常に脳裏にダブらせた、と彼自身は懐述している。

### 個性派俳優へ
『ラストエンペラー』の成功以後は、ハリウッド映画を中心に悪役やインパクトのある脇役でも出演をするようになる。1993年、デヴィッド・クローネンバーグ監督の『エム・バタフライ』では、京劇俳優の顔と、演技派俳優の顔の双方が交差する奥深さを見せつけた。しかし、1990年代後半ころから出演作品は激減し、キャリアはやや下降線を描いていたが、2001年公開の『ラッシュアワー2』でチャイニーズマフィア役を演じたほか、2005年のカナダ映画『プライベート・ムーン』では日本の女優・清水美砂の夫役などでカムバックを果たした。

## 出演作品

### 映画
| 公開年 | 邦題 原題                                     | 役名                   | 備考     |
| ------ | --------------------------------------------- | ---------------------- | -------- |
| 1976   | キングコング King Kong                        | 中国人の料理人         |          |
| 1984   | アイスマン Iceman                             | チャーリー             |          |
| 1985   | イヤー・オブ・ザ・ドラゴン Year of the Dragon | ジョーイ・タイ         |          |
| 1987   | ラストエンペラー The Last Emperor             | 愛新覚羅溥儀           |          |
| 1988   | モダーンズ The Moderns                        | バートラム・ストーン   |          |
| 1989   | ラスト・ジゴロ Echoes of Paradise             | ラカ                   |          |
| 1990   | チャイナシャドー                              | ヘンリー・黄（ウォン） | 日本映画 |
| 1992   | 上海1920 あの日みた夢のために 上海1920        | ビリー・フォン         |          |
| 1993   | エム・バタフライ M. Butterfly                 | ソン・リリン           |          |
| 1994   | シャドー The Shadow                           | シワン・カーン         |          |
| 1995   | ハンテッド The Hunted                         | キンジョー             |          |
| 1997   | 熱血最強                                      |                        |          |
| 2001   | ラッシュアワー2 Rush Hour 2                   | リッキー・タン         |          |
| 2004   | 自娯自樂                                      |                        |          |
| 2005   | プライベート・ムーン Paper Moon Affair        |                        |          |
| 2007   | ローグ アサシン War                           | リー・チャン           |          |

### テレビドラマ
- 乾隆與香妃（2004年） 乾隆帝役
- 康熙微服私訪記5（2008年） 康熙帝役

## 日本でのCM
- サントリーウィスキー クラブハウス（1988年 - 1989年）
- カネボウ デナリ（1992年 - 1993年）